# 任留街道
任留街道，是中华人民共和国陕西省西安市临潼区下辖的一个乡镇级行政单位。

## 行政区划
任留街道下辖以下地区：
任留社区、任留村、周花村、韦家村、南湃村、垣头村、潘杨村、赵刘村、东口村、西口村、三王村和南屯村。